# مهره گجران، اسلام‌آباد
مهره گجران (به انگلیسی: Gujaran Na Mohra) یک منطقهٔ مسکونی در پاکستان است که در اسلام‌آباد واقع شده‌است. مهره گجران ۶۶٬۶۱۸ نفر جمعیت دارد و ۵۷۲ متر بالاتر از سطح دریا واقع شده‌است.